# Jean Strömsdörfer
Jean Strömsdörfer (* 28. Juni 1846 in Frankfurt am Main; † 18. April 1909 ebenda) war ein deutscher Konsul in Lima.

Jean Strömsdörfer 1890

Jean Strömsdörfer

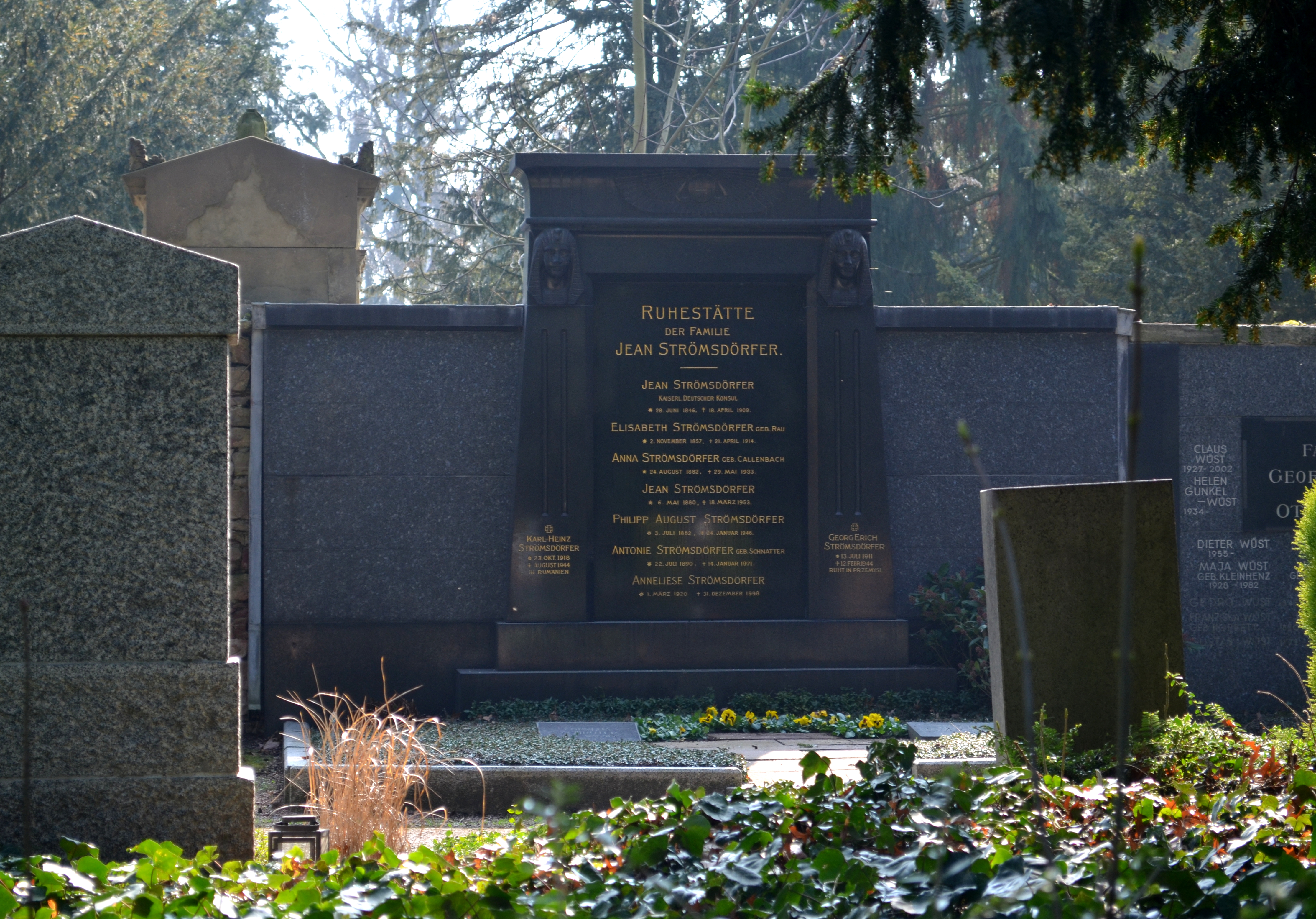
Grab von Jean Strömsdörfer auf dem Hauptfriedhof in Frankfurt/Main

## Leben
Jean Strömsdörfer wurde als Sohn des Metzgermeisters Johann Georg Strömsdörfer sowie dessen Frau Susanna Elisabetha Ott in Frankfurt am Main geboren. Er lernte (vermutlich bei Verwandten in Paris) den Beruf des Exportkaufmannes und ging Anfang der siebziger Jahre in Verfolgung dieses Berufes nach Lima in Peru. Dort heiratete er am 8. Oktober 1877 Anna Elisabetha Rau (* 2. November 1857 in Frankfurt am Main). Aus dieser Ehe gingen fünf Kinder hervor, von denen eine Tochter im Alter von neun Jahren starb. Zwei Söhne und eine Tochter gingen wieder nach Deutschland zurück, während ein Sohn in Lima blieb und eine heute noch existierende große Familie gründete. 

## Leistungen
Am 20. Juni 1887 wurde Jean Strömsdörfer von Kaiser Wilhelm I. zum Konsul in Lima bestellt. Dort wurde er zum Konsul des Deutschen Reiches in Lima (Peru) für die Departamentos Libertad, Ancash, Lima, Huánuco, Junín, Huancavelica, Ayacucho und Ica bestellt. 
Bis 1901 war er dort als Konsul und Kaufmann tätig; er zog sich 1901 nach Frankfurt zurück, wo er am 18. April 1909 verstarb.
Über Details seines Lebens ist wenig bekannt. Er wird in der Chronik der „Deutschen Evangelischen Kirche zu Lima und Callao, Peru“ unter dem Jahr 1899 erwähnt. 1885 (zwei Jahre vor seiner Ernennung zum Konsul) wird er als Präsident des Deutsch-Peruanischen Hilfsvereins in der Festschrift „125 Jahre Deutsch-Peruanischer Hilfsverein 1860–1985“ im Zusammenhang eines Glückwunschtelegrammes an Graf Bismarck erwähnt.

## Auszeichnungen/Mitgliedschaften
Jean Strömsdörfer war Träger der 3. Klasse des Medjidie-Orden, der ihm 1902 vom türkischen Sultan Abdülhamid II. überreicht worden war. Außerdem erhielt er am 27. Juli 1901 den Roten Adlerorden 4. Klasse.
1906 wurde er Mitglied der Senckenbergischen Naturforschenden Gesellschaft.